# Német mozdonyok és motorvonatok listája
Ez a lista Németország mozdonyait és motorvonatait tartalmazza.

## Gőzmozdonyok
- DR 19
- DRG 99.73–76

## Villanymozdonyok
- DB 101
- DB 103

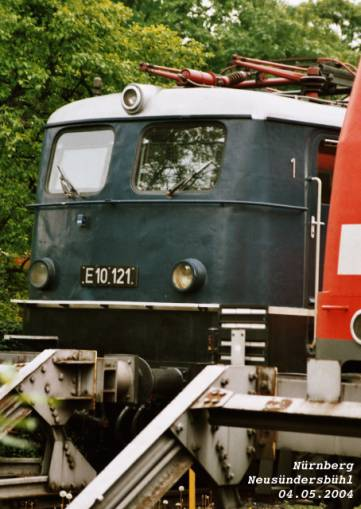
E 10 121 Nürnbergben

- DB 109 ex DR 211 (forgalomból kivonva)
- DB 110 ex DB E 10
- DB 111
- DB 112 ex DR/DB 112.1
- DB 113 ex DB E 10.12 / DB 112 (Henschel forgóvázakkal)
- DB 114 ex DB E 10.12 / DB 112
- DB 114 ex DB 112.0, ex DR 212.0
- DB 115 ex DB 110 / DB 113 (DB-Autozug-nak átszámozva)
- DB 120
- DB 127 (Prototípus, SIEMENS "Eurosprinter")
- DB 128 (Prototípus, ADtranz 12X)
- DB 139 (forgalomból hamarosan kivonva)
- DB 140 ex DB E40 (forgalomból hamarosan kivonva)
- DB 141 ex DB E41 (forgalomból kivonva)
- DB 142 ex DR 242 (forgalomból kivonva)
- DB 143 ex DR 243
- DB 145 (Bombardier TRAXX F140AC)
- DB 146 (Bombardier TRAXX P160AC)
- DB 150 (forgalomból kivonva)
- DB 151
- DB 152 (Siemens ES64 F)
- DB 155 ex DR 250
- DB 156 ex DR 252 (eladva a MEG-nek)
- DB 171 ex DR 251, 25 kV AC Rübelandbahn mozdonyai voltak, leállítva
- DRG E 21.0 (1966-ban leselejtezve)
- DRG E 21 51 (1966-ban leselejtezve)

### Több áramnemű mozdonyok
- DB 180 ex DR 230, 15 kV, 16,7 Hz AC; 3 kV DC (nemzetközi forgalomra Csehország és Lengyelország felé)
- DB 181 15kV, 16,7 Hz AC; 25 kV, 50 Hz AC (nemzetközi forgalomra Franciaország, Belgium, Luxemburg felé)
- DB 182 15kV, 16,7 Hz AC; 25 kV, 50 Hz AC (Siemens ES 64 U2; megegyezik az ÖBB „Taurus“-szal)
- DB 185 15kV, 16,7 Hz AC; 25 kV, 50 Hz AC (Bombardier TRAXX F140AC)
- DB 189 15kV, 16,7 Hz AC; 25 kV, 50 Hz AC, 1,5 kV DC, 3 kV DC (Siemens ES 64 F4)

## Dízelmozdonyok
- EA02 (keskeny nyomtávú)
- DB 201 ex DR V 100 (forgalomból kivonva)
- DB 202 ex DR 112, ex DR V 100 (forgalomból kivonva)
- DB 203 ex DR V 100 (modernizált 202)
- DB 204 ex DR 114, ex DR V 100
- DB 211 ex DB V 100 (forgalomból kivonva)
- DB 212 ex DB V 100.20 (forgalomból kivonva)
- DB 213 (forgalomból kivonva)
- DB 214 ex DB V 100.20  (alagúti segélyvonatok mozdonya)
- DB 215 (forgalomból kivonva)
- DB 216 ex DB V 160 (forgalomból kivonva)
- DB 217 ex DB V 162
- DB 218
- DB 219 ex DR 119 „U-Boot“ (forgalomból kivonva)
- DB 220 ex DR 120, ex DR V200 „Taigatrommel“ (forgalomból kivonva)
- DB 225 átépítve DB 215-ből (fűtőkazán kiszerelve)
- DB 226 ICE-segélymozdony
- DB 228 ex DR 118, ex DR V180 (forgalomból kivonva)
- DB 229 remotorizált DB 219 "U-Boot" (forgalomból kivonva)
- DB 232 ex DR 132 („Ludmilla“) részben leállítva: Mukran, Dresden Hafen, Halle G, Saalfeld
- DB 232.9 visszaépítés DB 234-ből
- DB 233 remotorizált DB 232
- DB 234 modernizált 232 ingavonati vezérléssel, Vmax 140 km/h
- DB 240 DE 1024 (forgalomból kivonva)
- DB 241 átépítés DB 232-ből a hollandiai teherforgalomhoz
- DB 261 Vossloh G 1000 BB típus, bérelt
- DB 290 ex DB V 90
- DB 291
- DB 294 átépítés DB 290-ből (rádiós távirányítással)
- DB 295 átépítés DB 291-ből (rádiós távirányítással)
- DB 296 átépítés DB 290-ből (rádiós távirányítással)
- DB 298 ex DR V100, ex DR 111
- DB 299 ex DR V100, átépítés keskenynyomközű mozdonynak; (majd eladva a HSB-nek)

## Tolatómozdonyok
- DB 310 ex DR 100, Kö II
- DB 311 ex DR 101, ex DR V 15
- DB 312 ex DR 102
- DB 323 Köf II
- DB 324 Köf II
- DB 332 Köf III
- DB 333 Köf III

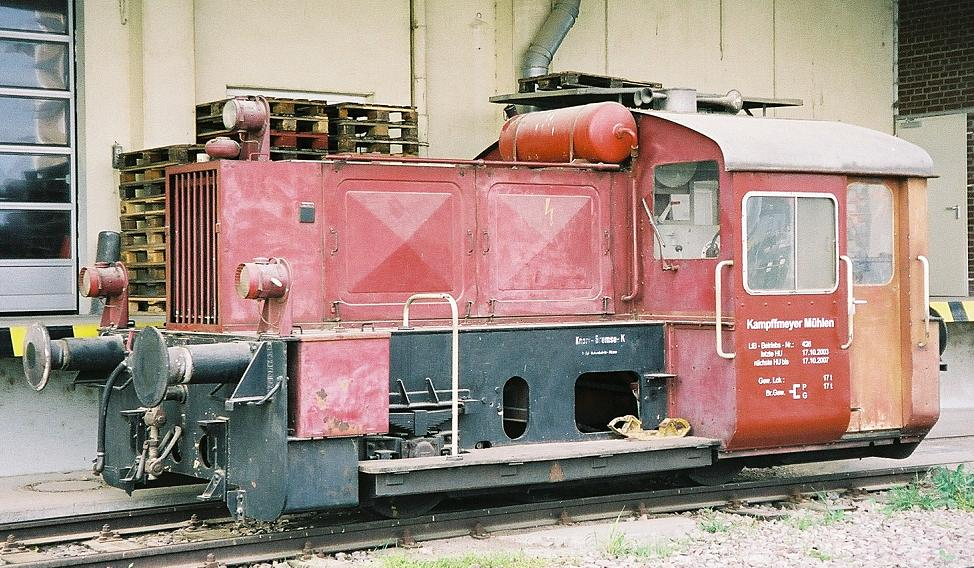
Köf II tolatómozdony

  - DB 333 901–902 (pályaszámuk ellenére nem Köf III-asok, 1972-ben kerültek a Deutsche Bundesbahn állományába, 1979/1980-ban vonták ki a forgalomból és adták el)
- DB 335 Köf III
- DB 344 A DB 346 átépített változata fogyasztás-optimalizált motorral (forgalomból kivonva)
- DB 345/346 ex DR 106, ex DR V 60 (forgalomból kivonva)
- DB 347 ex DR V 60, Széles, 1524 mm nyomtávolságra átépített változat, forgalomban Fährhafenben Mukran
- DB 351 a Railion Deutschlandnál üzemel Braunschweig rendezőpályaudvaron, a Verkehrsbetrieben Peine-Salzgitter bérli
- DB 352 üzemben DB Fernverkehrnél, bérelve Vossloh Locomotivestól (Kiel)
- DB 360 ex DB 260, korábban DB V 60
- DB 361 ex DB 261, korábban DB V 60 (kétnyomatékmódosítós hidraulikus hajtóművel)
- DB 362 átépítve a DB 364 sorozatból, korábban DB V 60 (remotorizálva)
- DB 363 átépítve a DB 365 sorozatból, korábban DB V 60 (remotorizálva)
- DB 364 átépítve a DB 360 sorozatból, korábban DB V 60 (rádiós távirányítással)
- DB 365 átépítve a DB 361 sorozatból, korábban DB V 60 (rádiós távirányítással)
- DB 383 ex DR ASF
- DB 399 (a keskenynyomtávú kismozdonyok (Kleinlokomotive) gyűjtő sorozatjele):
  - 399 101–103 (Inselbahn Wangerooge, a DB 329 új sorozatjele, eladva)
  - 399 104 (Inselbahn Wangerooge, a DB 329 új sorozatjele, eladva)
  - 399 105–106 (Inselbahn Wangerooge, L 18 H típus)
  - 399 107–108 (Inselbahn Wangerooge, új gyártású Schöma-mozdonyok)
  - 399 110–111 (az Industriebahn Halle keskenynyomtávra átalakított Kö II-esei, forgalomból kivonva)
  - 399 112–113 (a Spreewaldbahn V 10 C-esei, később Harzer Schmalspurbahnen, eladva)
  - 399 114–116 (a Harzer Schmalspurbahnen keskenynyomtávra átalakított Kö II-esei, eladva)
  - 399 130 (a Harzer Schmalspurbahnen V 30 C-je, eladva)

## Villamos motorvonatok
- DB 401 - ICE 1
- DB 402 - ICE 2
- DB 403 - ICE 3
- DB 406 - ICE 3M

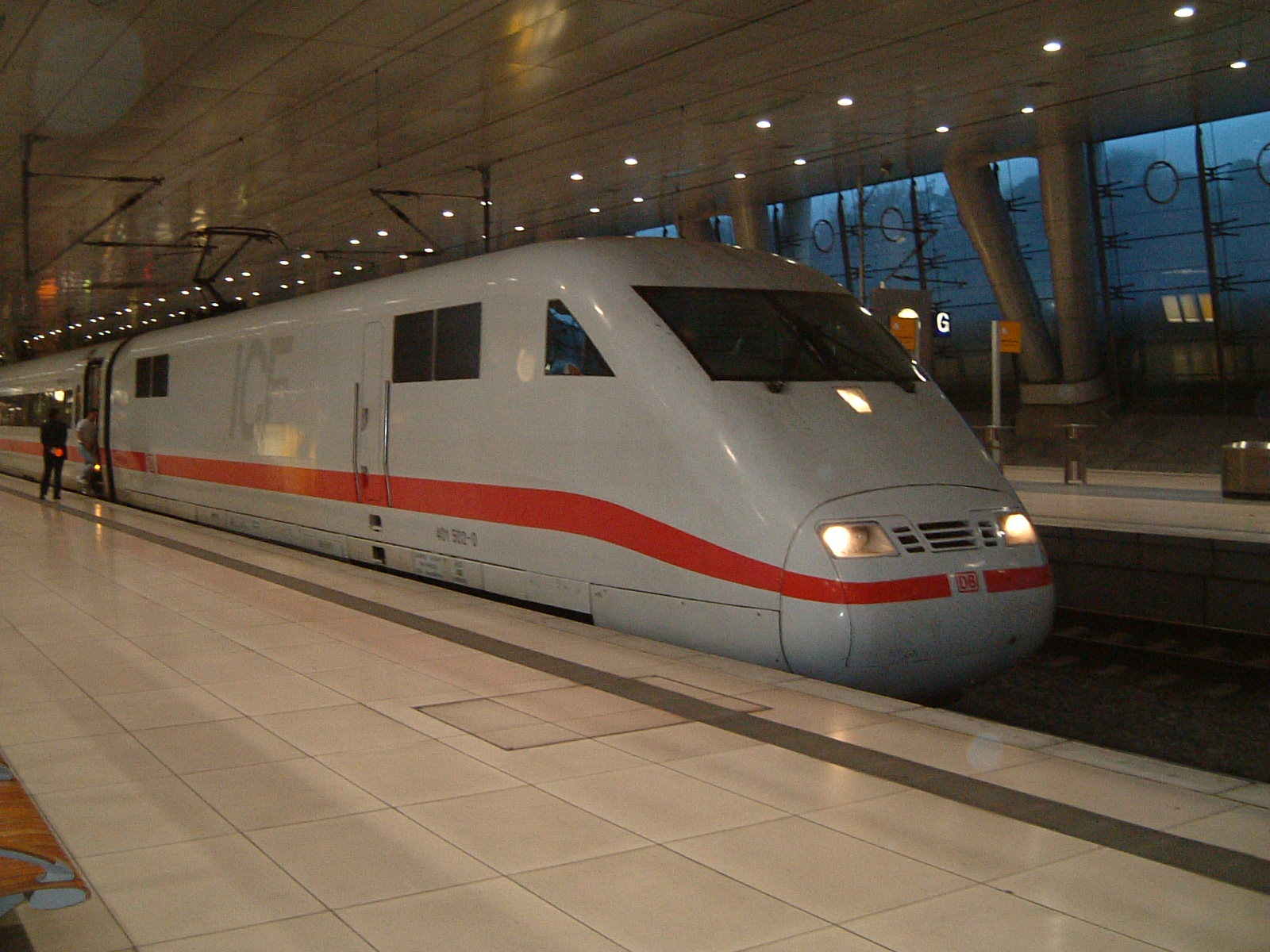
DB 401 sorozat

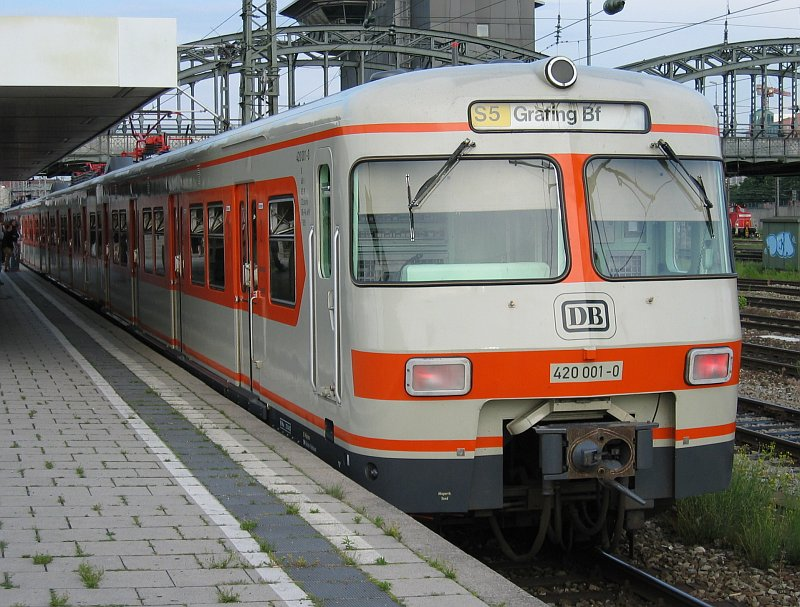
DB 420

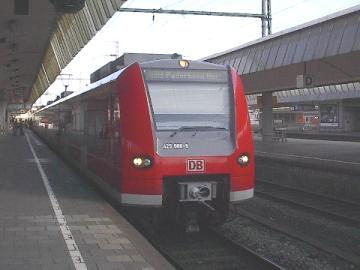
DB 425

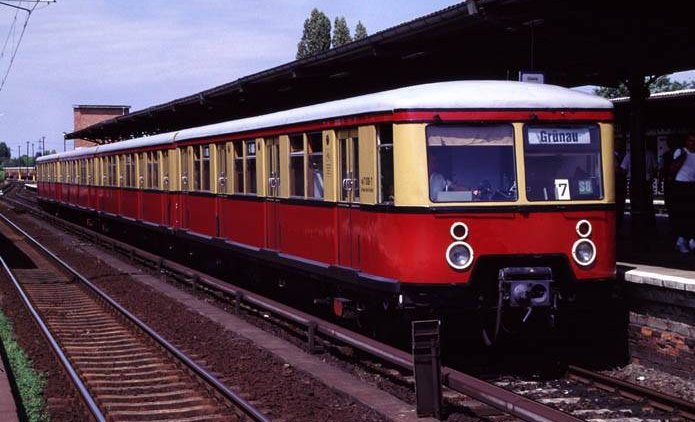
DB 477

- TGV Thalys (A DB AG Thalys motorvonatai)
- DB 410 (Az ICE-család mérő- és próbajárművei: ICE V és ICE S)
- DB 411 - ICE T (billenőszekrényes)
- DB 415 - ICE T (billenőszekrényes)
- DB 420 (Különféle S-Bahnok (pl. Frankfurt, München, Stuttgart és Rhein-Ruhr járművei, közbülső motorkocsik sorozatjele: 421)
- DB 422 (2008-tól, Rhein-Ruhr S-Bahnon)
- DB 423 (Különféle S-Bahnok (pl. Frankfurt, Rhein-Ruhr és Stuttgart, közbülső motorkocsik sorozajele: 433)
- DB 424 (Hannoveri S-Bahn, közbülső motorkocsik sorozajele: 434)
- DB 425 (Regionális forgalom és Rhein-Neckar S-Bahn, közbülső motorkocsik sorozajele: 435)
- DB 426 (Deutsche Bahn AG)
- DB 427 (Stadler FLIRT)
- DB 445 "Meridian" típusú emeletes motorvonat, csak prototípus, forgalomból kivonva
- DB 450 (Stadtbahn Karlsruhe)
- DB 451 (Saarbahn Saarbrücken)
- DB 452 (RegioTram Kassel)
- DB 470 (Hamburgi S-Bahn; forgalomból kivonva)
- DB 471 (Hamburgi S-Bahn; forgalomból kivonva)
- DB 472 (Hamburgi S-Bahn; 1200 V DC, harmadik sínes, közbülső motorkocsi sorozatjele: 473)
- DB 474 (Hamburgi S-Bahn; 1200 V DC, harmadik sínes)
- DB 475 (Berlini S-Bahn; forgalomból kivonva)
- DB 476 (Berlini S-Bahn; forgalomból kivonva)
- DB 477 (Berlini S-Bahn; forgalomból kivonva)
- DB 479 (3-3 motorkocsi Oberweißbacher Bergbahn-nál és a Buckower Kleinbahn-nal, utóbbi eladva)
- DB 480 (Berlini S-Bahn)
- DB 481 (Berlini S-Bahn) Vezérlőkocsi: DB 482
- DB 485 (Berlini S-Bahn)
- DB 488 (Berlini S-Bahn; „Panorama-S-Bahn“)
- DB 491 („Gläserner Zug“; forgalomból kivonva, baleset miatt)

## Akkumulátoros motorvonatok
- DB 515 (forgalomból kivonva 1995-ben)

## Dízel motorvonatok

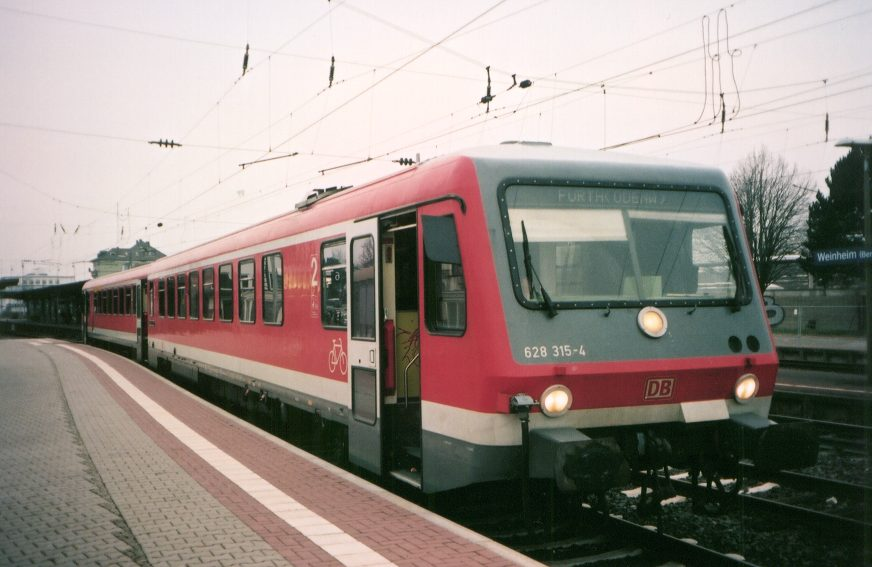
DB 628

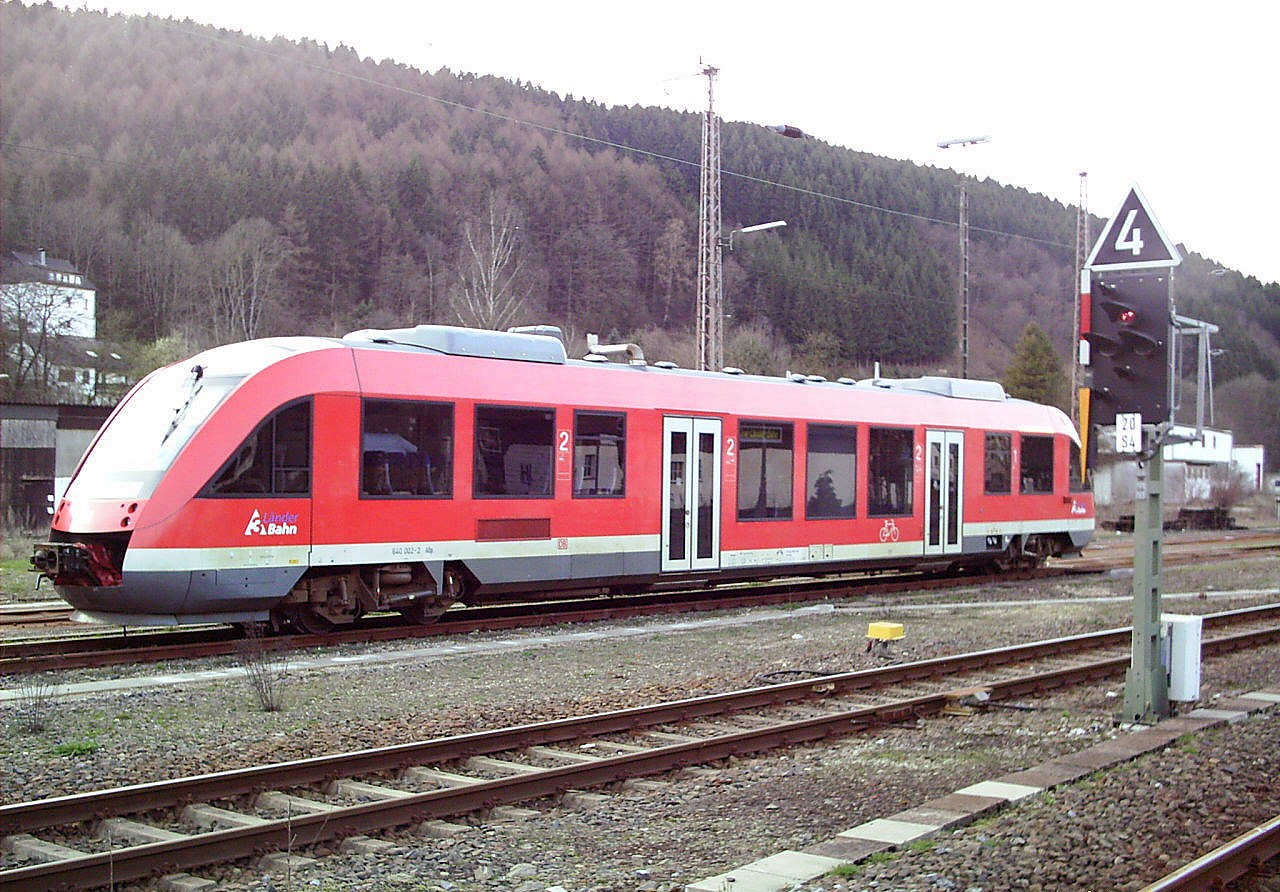
DB 640

- DB 605 - ICE TD (billenőszekrényes)
- DB 610 (billenőszekrényes)
- DB 611 (billenőszekrényes)
- DB 612 (billenőszekrényes)
- DB 614
- DB 618
- DB 624 forgalomból kivonva
- DB 626 / 926 (ex Kahlgrund Verkehrs-GmbH NE 81 )
- DB 627
- DB 628 / 629
- DB 634 leállítva
- DB 640 (Alstom LHB Coradia LINT 27)
- DB 641 ("Walfisch")
- DB 642 (Siemens Desiro)
- DB 643 (Bombardier Talent)
- DB 644 (Bombardier Talent)
- DB 646 (Stadler GTW)
- DB 648 (Alstom LHB Coradia LINT 41)
- DB 650 (Stadler Regio-Shuttle RS1)
- DB 670 (emeletes sínbusz) forgalomból kivonva, eladva a DWE-nek, a PEG-nek és az FBE-nek
- DB 672 (DWA LVT/S, jelenleg a  Burgenlandbahnon közlekedik)
- DB 689 (RegioTram Kassel)
- DB 690 (CargoSprinter, forgalomból kivonva)
- DB 691 (CargoSprinter, forgalomból kivonva)
- DB 771 ex DR 171, ex DR VT 2.09 (forgalomból kivonva)
- DB 772 ex DR 172 (forgalomból kivonva)

## Vasútüzemi járművek
- DB 701 (Tornyos felsővezetékszerelő motorkocsi)
- DB 702 (Tornyos felsővezetékszerelő motorkocsi)
- DB 703 (Felsővezeték-karbantartó jármű - Instandhaltungsfahrzeug Oberleitungsanlagen, IFO)
- DB 704 (Tornyos felsővezetékszerelő motorkocsi)
- DB 705 (Alagútkarbantartó jármű - Tunnelinstandhaltungsfahrzeug, TIF)
- DB 706 (Tornyos felsővezetékszerelő motorkocsi - Oberleitungs-Montagefahrzeug, OMF)
- DB 707 (Technologieträgerfahrzeug, TTF)
- DB 708 (Tornyos felsővezetékszerelő motorkocsi)
- DB 709 (Tornyos felsővezetékszerelő motorkocsi)
- DB 711.0 (Emelőplatformos felsővezeték-karbantartó jármű - Hubarbeitsbühnen-Instandhaltungsfahrzeug Oberleitungsanlagen, HIOB)
- DB 711.1 (Felsővezeték-karbantartó jármű)
- DB 712 (Profilmérő motorkocsi - Profil-Messtriebwagen, PROM)
- DB 713 (Űrszelvénymérő vonat - Lichtraumprofil-Messzug LIMEZ, forgalomból kivonva)
- DB 714 (Mentővonatok mozdonya)
- DB 715 (Síncsiszoló vonat mozdonya, A Speno cég tulajdona)
- DB 716 (Hómaró)
- DB 719 (Sínvizsgáló vonat)
- DB 723 (Rádiómérő motorkocsi, forgalomból kivonva)
- DB 724 (PZB-mérőkocsi)
- DB 725/726 (Vágánymérő vonat)
- DB 727 (LZB-mérőkocsi)
- DB 728 (PZB-mérőkocsi)
- DB 732 (Jégmentesítőkocsi a hamburgi S-Bahn-nál) (forgalomból kivonva)
- DB 740 (Biztosítóberendezési szakszolgálati motorkocsi)
- DB 750 ex DB 103, DB E 03 (mérőmenetekhez)
- DB 751 ex DB 110, DB E 10 (mérőmenetekhez)
- DB 752 ex DB 120.0 (mérőmenetekhez)
- DB 753 ex DB 217, DB V 162 (mérőmenetekhez)
- DB 754 ex DB 232, DR 132 (mérőmenetekhez)
- DB 756 ex DB 312, DR 102 (tolatómozdonyként)
- DB 760 ex DB 360, DB V 60 (földgázüzemű tolatómozdony ex DB 360 877; forgalomból kivonva)